# Castelnuovo Belbo
Castelnuovo Belbo, tambéCastelnuovo d'Incisa, (Castelneuv Belb en piemontès iCastaunòv Berb localment) és un municipi situat al territori de la província d'Asti, a la regió del Piemont (Itàlia).
Limita amb els municipis de Bergamasco, Bruno, Incisa Scapaccino, Mombaruzzo i Nizza Monferrato.
Pertany al municipi la frazione de Gallinara.
Fou l'epicentre del terratrèmol que va afectar tot el Piemont el 21 d'agost del 2000.